# Peps Persson
Per Åke "Peps" Tommy Persson, född 20 december 1946 i Klippans församling i Kristianstads län, död 27 juni 2021 i Vittsjö distrikt i Skåne län, var en svensk sångare, gitarrist, munspelare och låtskrivare.
Peps Persson kan sägas ha hjälpt både blues och reggae till Sverige. Peps Persson sjöng med tydlig skånsk dialekt, hans första album från slutet av 1960-talet präglades starkt av blues, inspirerad av bland andra Muddy Waters. Mycket var covers eller hans versioner av redan existerande blueslåtar.
Peps Persson spelade under större delen av sin karriär, sedan 1972, en gitarr av märket Guild S-100, med inkarvade utsmyckningar från fabrik. Tillverkaren kallade gitarren Nature Boy.[källa behövs]

## Biografi
Peps Persson föddes på Helsingborgs lasarett men bodde vid den tiden i Klippan tillsammans med sin familj. Som liten flyttade han sedan med familjen till Tjörnarp , där han huvudsakligen växte upp. Hans föräldrar var radiotekniker Anton Persson (1900–1979) och Marta Fastberg (1906–1985).
Första bandet med Peps Persson var Pop Penders som startade 1962 och bestod av Peps Persson och tre kamrater från Tjörnarp (bas, trummor, saxofon och Peps Persson på gitarr/munspel); det upplöstes 1963. Han spelade därefter bluescovers med gruppen Downbeat Crowd som bildades 1966. Mellan sommaren 1968 och våren 1970 samarbetade Peps Persson med Örebrobandet Blues Quality under namnet Peps & Blues Quality. 1969 gav man ut albumet Sweet Mary Jane. År 1973 omformade han Peps Bluesband till Peps Blodsband, då musikstilen präglades mer och mer av reggae. Persson släppte albumet Blodsband med denna uppsättning musiker 1974. Blodsband blev en populär skiva mycket tack vare låten "Falsk matematik" och låg 15 veckor på Kvällstoppen. Det albumet kom att bli det sista bluesinspirerade han gjorde på ett tag. 1975 kom albumet Hög standard som blev det första med enbart reggaemusik. Här fanns svenska versioner av Bob Marleys "Stir It Up" och "Talkin' Blues" ("Styr den opp", "Snackelåt") tillsammans med svensk reggaemusik skriven av Persson själv. Hans översättningar av välkända reggaetexter är lagom egensinniga och mycket skånska. Så heter till exempel Bob Marleys "Small Axe" på skånska "Liden såg". 
Det efterkommande albumet Droppen urholkar stenen innehöll både blues och reggae. Samma år (1976) medverkade Persson även på Ronny Åströms album Den ensamma människan. 1978 släppte han albumet Spår som innehöll klassikern "Hyreskasern". Det var en svensk version av Jacob Millers "Tenement Yard".
Förutom den egna solokarriären och inspelningarna med Peps Blodsband har han även samarbetat med andra artister. Till exempel spelade han in låten "Perssons gård" ihop med Wilmer X. Låten finns med på deras skiva Mambo feber. Han spelade in albumet Röster från södern med Nisse Hellberg. Han har även samarbetat med Hasse Andersson, Kal P. Dal, Timbuktu, Bloosblasters och Owe Thörnqvist. I låten "Rotrock" från 1980 spelar han alla instrument själv.
Under 1980-talet och 1990-talet var det vanligare att han släppte skivor solo som Peps Persson än som Peps Blodsband. 1992 släpptes skivan Spelar för livet där hans antagligen största hit "Oh Boy" fanns med. Sommaren 2005 uppträdde han i Allsång på Skansen och framförde "Oh Boy" tillsammans med Robert Gustafsson som var förklädd till Persson. Han släppte samma år sitt första studioalbum sedan 1990-talet, Äntligen!.
Persson avled den 27 juni 2021, 74 år gammal efter en längre tids hjärtsjukdom. Han är begravd på Vittsjö kyrkogård.

## Priser och utmärkelser
- 1983 – Svenska grammofonpriset för Persson sjonger Persson (med Pelleperssons Kapell)
- 1992 – Grammis, "Juryns specialpris" med motiveringen "en spelman med bägge fötterna djupt i den skånska myllan som spelat världens musik långt innan "världsmusik" fanns"
- 2004 – Region Skånes kulturpris
- 2005 – Årets skåning
- 2007 – Cornelis Vreeswijk-stipendiet[10]
- 2007 – Grammisgalans hederspris[11]
- 2015 – Invald i Swedish Music Hall of Fame
- 2017 – Hederspris på Folk- och Världsmusikgalan
- 2017 – Sydsvenskans kulturpris 2016 [12]
- 2020 – Fjellispriset

## Diskografi
Album
- 1968 – Blues Connection (som Linkin Louisiana Peps)
- 1969 – Sweet Mary Jane (med Blues Quality)
- 1972 – The Week Peps Came to Chicago
- 1974 – Blodsband (med Peps Blodsband)
- 1975 – Hög standard (med Peps Blodsband)
- 1975 – Blues på svenska (med Slim = Per Notini)
- 1976 – Droppen urholkar stenen (med Peps Blodsband)
- 1976 – Den ensamma människan (Ronny Åström med Peps Blodsband)
- 1977 – Fyra tunnlann bedor om dan (med Pelleperssons Kapell)
- 1978 – Spår (med Peps Blodsband)
- 1980 – Rotrock (med Peps Blodsband och Pelleperssons Kapell)
- 1982 – Persson sjonger Persson (med Pelleperssons Kapell)
- 1984 – En del och andra
- 1988 – Fram med pengarna! (med Peps Blodsband)
- 1992 – Spelar för livet
- 1994 – Röster från Södern (med Nisse Hellberg)
- 1997 – Rotblos (med Downhome Bluesband)
- 2005 – Äntligen! (med Peps Blodsband)

Samlingar
- 1993 – Bitar 1968–1992
- 2006 – Oh Boy: Det bästa med Peps Persson

Singlar
- 1966: Linkin Louisiana Peps – "I Got My Mojo Workin och Fortyfour Blues"
- 1966: Linkin Louisiana Peps – "Jailer Bring Me Water" / "Old Time Religion"
- 1968: Linkin Louisiana Peps – "Jailer Bring Me Water" / "Shake Your Moneymaker"
- 1968: Peps & Blues Quality – "Oh, Pretty Woman" / "Stormy Monday"
- 1978: Ronny Åström & Peps Persson – "Maskin nr 1" (Ronny Åström) / "Maskin nr 2"
- 1979: Peps Blodsband – "Rotrock" / "Stubbdub"
- 1979: Tony Ellis & Peps Blodsband – "Punky Reggae" / "Our Music"
- 1984: Peps Blodsband – "Varför e Sverige så kallt?" / "Ge mej din hand"
- 1987: Peps Blodsband – "Spår" (Live) / "Okänd Titel" (Live) (promo livesingel)
- 1994:,Peps Blodsband – "Falsk matematik" / "Lived po Lanned" (promo till samlingen Bitar 1968–92)
- 1997: DownHome Bluesband – "Min trollmoj funkar" / "Ba'na om vatten" / "Främlingsblues" / "Go'maren lilla skoltös" / "Nå't inuti mej"
- 1999: Peps Blodsband – "Sicket elände" / "Sjong o spela"

### Fotnoter
1. ↑  ”Statistiska Centralbyrån (SCB) - samlingspost, Utdrag ur födelse-, vigsel- och dödböcker 1860-1949, SE/RA/420401/01/H 1 AA/3723 (1946), bildid: A0041385_00317”. Riksarkivet. https://sok.riksarkivet.se/bildvisning/A0041385_00317. Läst 1 mars 2025.
2. ↑  Sveriges dödbok 1815–2022, Version 9.01, Sveriges Släktforskarförbund: Persson, Per Åke Tommy
3. ↑  Holmquist, Göran (2020). Spela för livet - Peps Persson en skånsk speleman.. ISBN 978-91-89336-92-6. OCLC 1199816678. https://www.worldcat.org/oclc/1199816678. Läst 13 mars 2021
4. ↑  Ulf Myrvold , Laara Stinnerbom (20 december 2021). ”En resa till Peps Persson”. Sveriges Television. https://www.svtplay.se/video/33496066/en-resa-till-peps-persson?id=8ZYgZp2. Läst 4 januari 2022.
5. ↑  Sveriges befolkning 1950, Arkiv Digital
6. ↑  ”Håkans Pop: Blues Quality, bluespionjärer i Sverige”. www.hakanpettersson.se. http://www.hakanpettersson.se/blogg.php?id=5167. Läst 30 april 2020.
7. ↑  "Peps Persson" i ne.se, nämner inte Peps Bluesband men däremot Downbeat Crowd och Peps Blodsband
8. ↑  ”Sångaren och artisten ”Peps” Persson har avlidit”. Dagens Nyheter. 27 juni 2021. https://www.dn.se/kultur/sangaren-och-artisten-peps-persson-har-avlidit/. Läst 27 juni 2021.
9. ↑  Gravar.se
10. ↑  "Peps Persson: 2007-08-05" i ne.se, Nämner Cornelis Vreeswijk-stipendiet.
11. ↑  ”Vinnare av hederspriset”. Grammis. Arkiverad från originalet den 19 september 2015. https://web.archive.org/web/20150919033313/http://grammis.se/om-grammis/vinnare-av-hederspriset/. Läst 9 september 2015.
12. ↑  Peps Persson får Sydsvenskans kulturpris Sydsvenskan 14 maj 2017. Läst 18 maj 2017.

### Webbkällor
- ”Peps Persson”. ne.se. http://www.ne.se.ezproxy.ub.gu.se/lang/peps-persson. Läst 10 maj 2011.
- ”Peps Persson: 2007-08-05”. ne.se. http://www.ne.se.ezproxy.ub.gu.se/peps-persson/2007-08-05. Läst 10 maj 2011.